# 山戎
山戎（さんじゅう、拼音：Shānróng）は、中国春秋時代に存在した遊牧民。現在の中華人民共和国の遼寧省西北部から河北省東北部の地域に生活していた。

## 歴史
古くは夏王朝以前から、獫狁、葷粥とともに中国の北方にいたとされるが、定かではない。春秋時代になると、燕の北方に東胡と隣接して谷あいに居住していた。
紀元前663年冬、山戎が燕に侵攻してきたので、燕は斉に救援を要請した。斉の桓公は山戎を征伐して燕を救い、ついでに離枝（令支国）、孤竹国を征伐して帰還した。
最終的には燕に併合され、その多くが東胡または匈奴に逃れたと考えられる。

## 習俗・文化
山戎は遊牧民なので、漢民族のように城郭などに定住しない。そこの家畜は馬・牛・羊がメインで、他には橐駝（ラクダ）・驢（ロバ）・驘（ラバ）・駃騠（けってい：馬の一種）・騊駼（とうと：野生の馬）・騨騱（だんけい：野生の馬）などが放牧された。
文字を持たず、規則や命令は口頭で伝達された。
山戎は燕の尖首刀（せんしゅとう）を模倣したような、針首刀（しんしゅとう）と呼ばれる自国の通貨を発行しており、中原文化と相互に影響を与え合った文化水準の高い部族であった。
民族系統としては、アルタイ語族に属し、テュルク系、ツングース系のいずれかと推測されるが、定かではない。

## 参考資料
- 『春秋左氏伝』（荘公三十年）
- 『史記』（五帝本紀、秦本紀、秦始皇本紀、斉大公世家、燕召公世家、匈奴列伝）